# Savitri (opera)

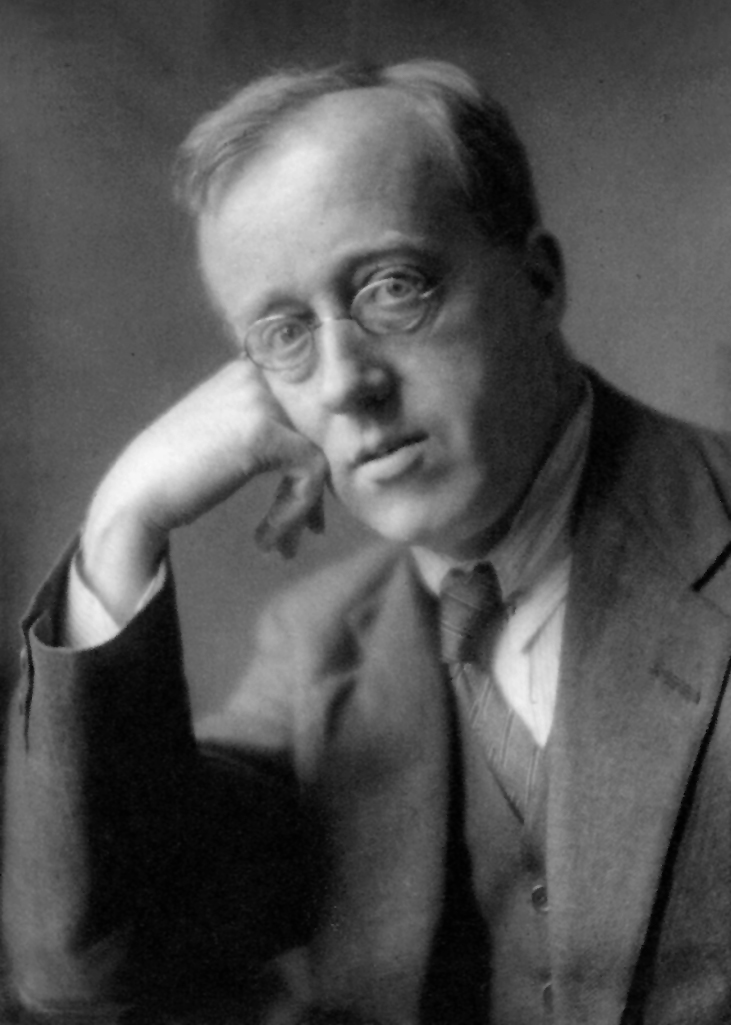
Gustav Holst

Sāvitri är en kammaropera i en akt med musik av Gustav Holst. Librettot är skrivet av Holst efter episoden om Savitri och Satyavan i Mahabharata. Operan framförs av tre solister, en ordlös kvinnokör samt en kammarorkester av 12 musiker (bestående av 2 flöjter, ett engelskt horn, 2 stråkkvartetter och en kontrabas). Holst hade gjort åtminstone sex tidigare försök att komponera en opera innan han skrev Sāvitri.

## Historia
Holsts intresse för hinduisk litteratur verkar ha börjat när han var på turné med Carl Rosa Opera Company i Scarborough 1898. En vän lånade honom en bok i ämnet och väl tillbaka i London lärda han sig att tyda sanskrit för att kunna göra egna översättningar till de texter han ville skriva musik till. Däremot hade han aldrig hört indisk musik utan gick sina egna vägar för att hitta klanger som passade till texterna. Operan hade premiär som en amatörföreställning den 5 december 1916 i Wellington Hall i London. Holst hade tänkt sig att verket skulle framföras "utomhus eller i en mindre byggnad". Det första professionella framförandet skedde den 23 juni 1921 på Lyric Theatre i London.

## Personer
| Roller   | Stämma | Premiärbesättning den 23 juni 1921 (Dirigent: Arthur Bliss) |
| -------- | ------ | ----------------------------------------------------------- |
| Satyavān | tenor  | Steuart Wilson                                              |
| Sāvitri  | sopran | Dorothy Silk                                                |
| Döden    | (Bas)  | Clive Carey                                                 |

## Handling
Skogshuggaren Satyavāns hustru Sāvitri har drömt om en överhängande fara och är orolig för sin man som är ute och avverkar träd. Det är Döden som kommer för att hämta hennes man, och hon blir utom sig av sorg. Då hör hon himmelska röster som tröstar henne, och Döden förklarar att det är de själar hon har hjälpt med sin rena kärlek. Han grips av medlidande med henne och lovar uppfylla hennes mest brinnande önskningar utom att återlämna Satyavān till henne. För henne är ett lyckligt liv liktydigt med ett tillsammans med den älskade, och hennes trofasta kärlek beveker Döden så att han till sist ger henne Satyavān tillbaka.

## Kritisk uppskattning
Holsts vän och tonsättarkollega Ralph Vaughan Williams noterade Holsts användning av modalstil i operan. John Warrack har kommenterad Holsts användning av polytonalitet i operans början, vilket skulle representera det precisa men ändå vaga sambandet mellan Sāvitri och Döden. Donald Mitchell skriver i sin högst kritiska kommentar till operan om påverkan från Richard Wagner i sångstilen, fastän Holst hade en gång för alla avsagt sig Wagners episka operaformat. Dirigenten och kompositören Byron Adams har beskrivit operans karaktärer såsom mer "arketyper" än människor. Som kontrast har Andrew Clements lovordat hur bra operan kombinerar 'Österländsk' kultur med ett 'Västerländskt' musikformat.